# Ochyrocera brumadinho
Espèce
Ochyrocera brumadinho est une espèce d'araignées aranéomorphes de la famille des Ochyroceratidae.

## Distribution
Cette espèce est endémique du Minas Gerais au Brésil,. Elle se rencontre dans des grottes  à Brumadinho.

## Description
Le mâle holotype mesure 1,6 mm et la femelle paratype 1,5 mm.

## Étymologie
Son nom d'espèce lui a été donné en référence au lieu de sa découverte, Brumadinho.

## Publication originale
- Brescovit & Cizauskas, 2018 : A new species of Ochyrocera (Araneae: Ochyroceratidae) from caves in the state of Minas Gerais, Brazil, with notes on O. ibitipoca. Arachnology, vol. 17, no 9, p. 441-448.